# Martin-Grabmann-Institut
Das Grabmann-Institut (Martin-Grabmann-Forschungsinstitut für Mittelalterliche Theologie und Philosophie seit dem Ausgang der Väterzeit) ist eine Forschungseinrichtung an der Katholisch-Theologischen Fakultät der Ludwig-Maximilians-Universität München. Es ist nach dem Erforscher der mittelalterlichen Philosophie und Theologie des 20. Jahrhunderts, Martin Grabmann (1875–1949), benannt. Ins Leben gerufen wurde es 1953 von Michael Schmaus (1897–1993), Grabmanns Nachfolger auf dem Münchener Lehrstuhl für Dogmatik und Dogmengeschichte.
Die Zielsetzung des Institutes ist – in der Tradition Grabmanns – die Erforschung mittelalterlicher Theologie und Philosophie unter theologie- und dogmengeschichtlichen Gesichtspunkten. Die Verbindung von historischem und systematischem Ansatz in der Nachfolge des Arbeitsansatzes Grabmanns ist für das Institut kennzeichnend.
Organ für die Publikationen des Instituts sind die "Veröffentlichungen des Grabmann-Institutes zur Erforschung der mittelalterlichen Theologie und Philosophie" (von 1958 bis 1966 "Mitteilungen des Grabmann-Institutes der Universität München").